# Ahmet Üzümcü
Ahmet Üzümcü (Armutlu, 30 augustus 1951) is een Turks diplomaat. Hij was consul in Aleppo in Syrië en ambassadeur in Israël. Sinds 2010 is hij directeur-generaal van de Organisatie voor het Verbod op Chemische Wapens met zetel in Den Haag.

## Biografie
Üzümcü studeerde af aan de Faculteit voor Politieke Wetenschappen van de Universiteit van Ankara. Naast zijn moedertaal spreekt hij verder Engels en Frans. Hij is gehuwd met Isil Üzümcü, die sociaal geëngageerd is binnen enkele organisaties.
In 1976 trad hij in dienst van het Ministerie van Buitenlandse Zaken en nog hetzelfde jaar onderbrak hij zijn loopbaan om gedurende vijftien maanden zijn militaire dienstplicht te vervullen. Hierna keerde hij terug naar het ministerie en vanaf 1979 werkte hij als diplomaat in het buitenland. De eerste drie jaar werkte hij op de Turkse ambassade in Wenen, Oostenrijk, en vervolgens twee jaar als consul op het consulaat in Aleppo in Syrië. Hierna werkte hij twee jaar als sectiehoofd op de afdeling voor personeelszaken in zijn eigen land.
Vanaf 1986 was hij vervolgens acht jaar lang adviseur voor en vervolgens staflid van de Turkse delegatie bij de Noord-Atlantische Verdragsorganisatie (NAVO). Daarop stond hij van 1994 tot 1996 aan het hoofd van de NAVO-afdeling op het ministerie en aansluitend tot 1999 aan het hoofd van personeelszaken. Van 1999 tot 2002 was hij ambassadeur in Israël en van juni 2002 tot augustus 2004 permanent vertegenwoordiger van Turkije bij de NAVO. Hierna werd hij benoemd tot plaatsvervangend onderstaatssecretaris voor bilaterale politieke zaken.
In maart 2008 was hij voorzitter van de Internationale Ontwapeningsconferentie. Twee jaar later kreeg hij een ere-doctoraat aan de l'École de Diplomatie et de Relations Internationales de Genève voor zijn inzet voor de ontwapening en de wapenbeheersing in de wereld. Na zijn benoeming in december 2009 trad hij op 25 juli 2010 aan als directeur-generaal van de Organisatie voor het Verbod op Chemische Wapens. Hier volgde hij de Argentijn Rogelio Pfirter op voor een eerste periode van vier jaar.
Op 11 oktober 2013 werd de Organisatie voor het Verbod op Chemische Wapens onder zijn leiding bekroond met de Nobelprijs voor de Vrede, voor haar grote inspanningen om het aantal chemische wapens terug te dringen. Op het moment bevindt de organisatie zich in een grootschalige operatie om het arsenaal aan chemische wapens van de regering van Bashar al-Assad te vernietigen.